# Olá (Rusia)

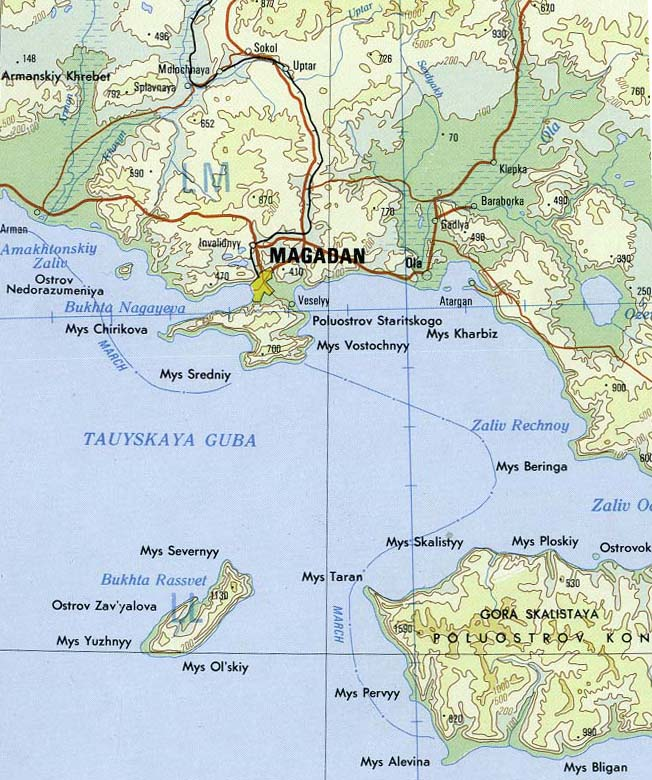
Mapa de la bahía Nagayevo en el aparece, a la derecha de Magadán, Olá

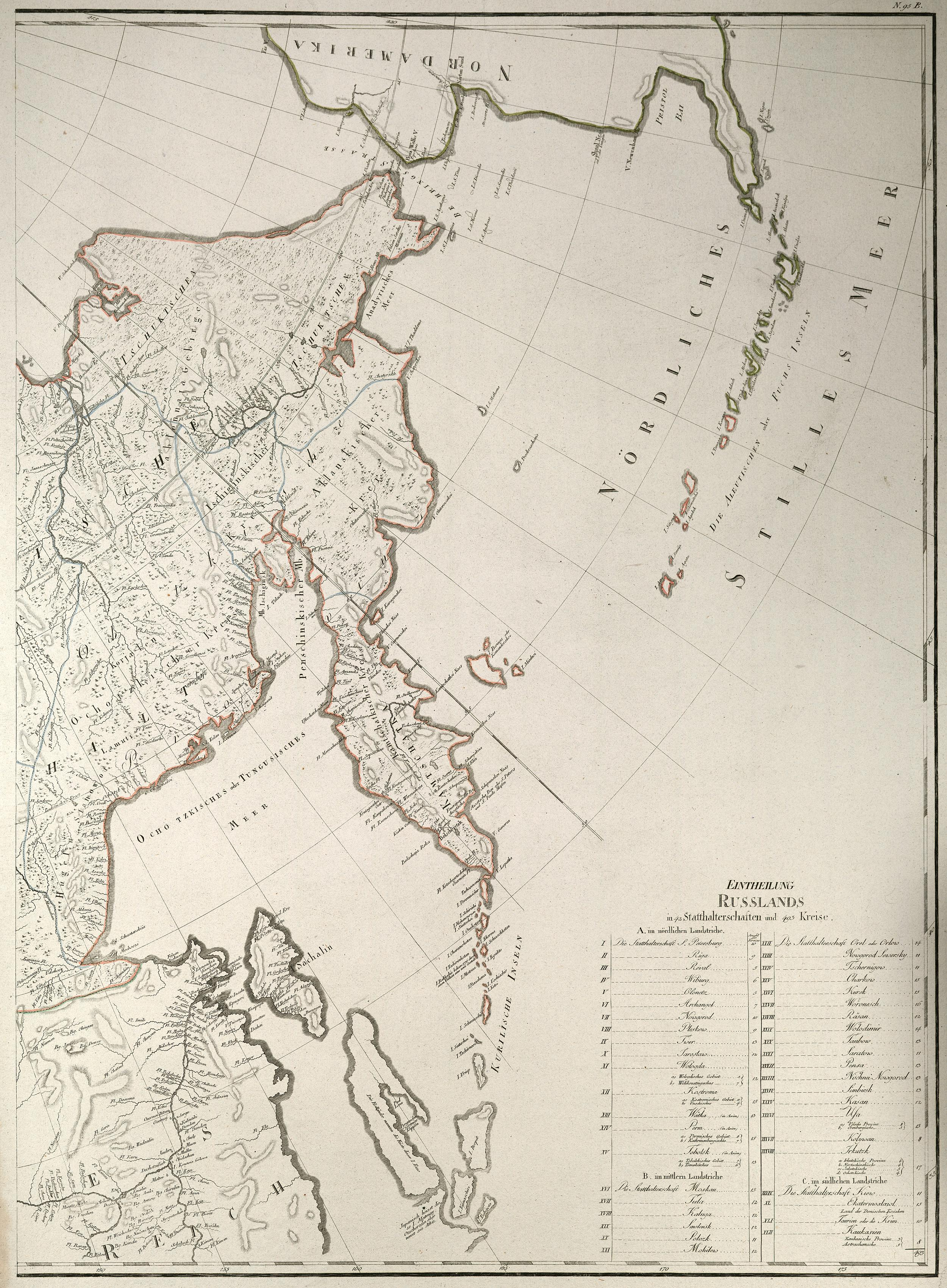
Mapa de 1792 en el que aparece el pequeño río Ola (Fl. Ola) en el lugar en que actualmente se ubica Olá

Olá (en ruso: О́ла) es una ciudad del sur del óblast de Magadán, Rusia, a la orilla del mar de Ojotsk, a 27 km al este de Magadán, la capital del óblast. Su población en el año 2010 era de 6200 habitantes.

## Historia
Fue por primera vez mencionada en 1716.